# Bánfalvi Lajos
Bánfalvi Lajos, 1880-ig Leipnik (Bánfalva, 1851. november 3. – Szentes, 1912. január 5.) író, újságíró, lapszerkesztő, gyógyszerész. Testvére Deréki Antal színész, színműíró.

## Élete
Leipnik Sámuel és Kann Eszter (Netti) fia. Elemi iskoláit és középiskolai tanulmányait Szentesen végezte. A budapesti egyetemen 1875-ben gyógyszerészi oklevelet szerzett és néhány évig önálló gyógyszerészként működött Csanádpalotán, Szászvárosban és Hódmezővásárhelyen.
1878-től a Szegedi Híradó külső munkatársa volt. Részt vett a Szegedi Napló megalapításában, majd Budapestre került az Ellenőr című laphoz. 
1884 júniusában Mephisto álnév alatt a Suhogó című élclapot szerkesztette Hódmezővásárhelyen, majd 1889 januárjától márciusáig Szegeden a Hüvelyk Matyi című élclapot. 1889-ben a Szentes és Vidéke című lap társszerkesztője lett. 1901-től átvette a teljes lap vezetését, valamint a nyomda irányítását. 
Németből lefordította Friedrich Martin von Bodenstedt több versét. A szegedi Dugonics Társaság rendes tagjai közé választotta. A Csongrád vármegyei törvényhatósági bizottságnak és Szentes város képviselőtestületének is tagja volt, illetve elnöke a szentesi izraelita hitközségnek.
Felesége Sonnenfeld Teréz volt, Sonnenfeld Sámuel szentesi fakereskedő, gőzmalom tulajdonos és Robitsek Johanna lánya, akit 1880. november 30-án Szentesen vett nőül.

## Művei
- Mirza Saffi (Bodenstedt) dalai, Szeged, 1879. (Ism. Szegedi Híradó 229.)
- Költemények (Szeged, 1881)
- Közel és távol (elbeszélés, Budapest, 1888)
- Bolond asszony leánya